# Колчело (Анкона)
Колчело је насеље у Италији у округу Анкона, региону Марке.
Према процени из 2011. у насељу је живело 81 становника. Насеље се налази на надморској висини од 426 м.